# The War at Home (1979)
The War at Home ist ein Dokumentarfilm aus dem Jahr 1979 von Barry Alexander Brown und Glenn Silber über Proteste gegen den Vietnamkrieg. Der Film wurde 1980 für den Oscar für Dokumentarfilme nominiert.

## Inhalt
The War at Home befasst sich mit den Protesten an der University of Wisconsin–Madison gegen den Krieg in Vietnam von 1963 bis 1973 und die Reaktion der Ordnungskräfte. Er zeigt die anfänglich friedlichen Proteste bis hin zu einem Bombenanschlag auf das Army Math Research Center 1970. Die Dokumentarfilmer griffen auf Dokumentationen und Nachrichtenmaterial aus der Zeit zurück und interviewten Zeitzeugen.

## Veröffentlichung
Im Oktober 1979 wurde The War at Home beim Chicago International Film Festival gezeigt und kam im Dezember 1979 in die Kinos. In Deutschland wurde der Dokumentarfilm im Februar 2008 beim Berlin International Film Festival gezeigt.
Im Dezember 1998 wurde der Film auf Video veröffentlicht.
Ausgelöst durch den Women’s March nach der Wahl von Donald Trump bei der Präsidentenwahl 2016 kam es zur Restaurierung des Films und Überspielens in ein moderneres Format. Das New York Film Festival führte den Film 2018 dann erneut vor. The War at Home wurde 2018 auch wieder in Kinos gezeigt.

## Rezeption
Die Einschätzung des Films änderte sich über die Zeit.
Jack Schwartz bezeichnete The War at Home 1987 in der New York Times als einen Aktivistenfilm und äußerte, dass die Zeit nicht gnädig gewesen sei zu den damaligen Kriegsgegnern.
Peter Canby fand 2018 im New Yorker, dass eine beunruhigende Sache sei, die ihm beim erneuten Betrachten auffiel war, wie sehr beide Seiten sich immer näher auf einen Krieg mit Schusswaffen bewegten. Im Stanford Daily wurde 2018 angemerkt:

„Despite being released decades before many of us were born, the message the documentary carries is still just as relevant today as it was then.“

(Obwohl Jahrzehnte bevor viele von uns geboren wurden veröffentlicht, ist die Botschaft der Dokumentation heute immer noch so relevant wie sie damals war.)
Anlässlich der Neuveröffentlichung 2018 bezeichnete Michael Phillips in der Chicago Tribune die Dokumentation als ein Schlüsseldokument der Vietnamkriegsjahre, aber auch als eine Erinnerung an die Jetztzeit, dass Gegenhalten und das Wort ergreifen kein Luxus, sondern eine Notwendigkeit sei.

## Nominierungen
- Nominierung auf dem Chicago International Film Festival 1979 als Best Feature
- Oscar 1980 (Nominierung) für Bester Dokumentarfilm[7]
- Nominierung auf dem Cinéma du Réel 1980